# Vila Itororó
Casa 1 (palacete) da Vila Itororó em dezembro de 2015
A Vila Itororó é um conjunto de imóveis localizado no número 60 da Rua Maestro Cardim, no bairro da Bela Vista, na Cidade de São Paulo, no Brasil. É composto por um palacete e 37 casas, sendo que 4 desses conjuntos já estão restaurados e atendendo a população paulistana com uma série de shows, oficinas e outras atividades culturais e artísticas.

## História
A Vila foi construída entre 1922 e 1929, com topografia irregular e sem um estilo arquitetônico definido, pelo empreiteiro e comerciante português Francisco de Castro, com a proposta arquitetônica "de ocupação do espaço público pela comunidade". Segundo o jornal Folha de S.Paulo, foi montado "um conjunto surrealista que não se prende às regras do utilitarismo nem obedece a regras e estilos determinados, surpreendendo até hoje [1978] aos pesquisadores pelo seu ecletismo e singularidade".

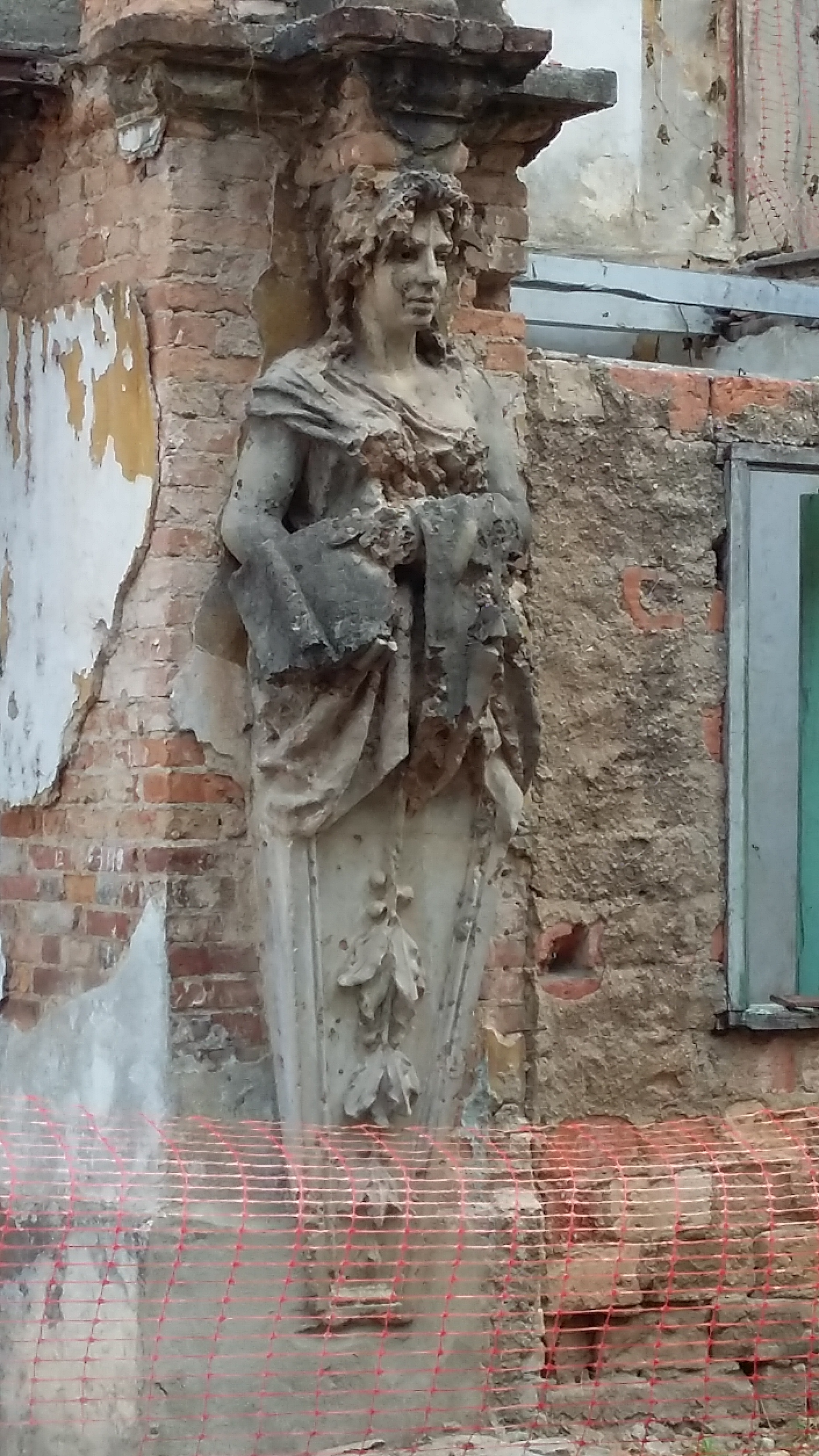
Vila Itororó - Coluna

As três casas sobrepostas que formam a vila são sustentadas por colunas adquiridas quando da demolição do antigo Theatro São José, que ficava no local onde, hoje, existe o Shopping Light, no Vale do Anhangabaú. As janelas redondas que adornam o palacete principal, com vitrais que representavam as bandeiras de diversos países, assim como as cariátides e esculturas de deuses gregos presentes na vila, podem ter vindo da mesma demolição ou de outros edifícios demolidos na época. As passarelas originalmente eram feitas de madeira, mas ao longo dos anos foram trocadas por passarelas de concreto, qualificadas como "modernismo deteriorante" pelo Jornal da Tarde em 1984.

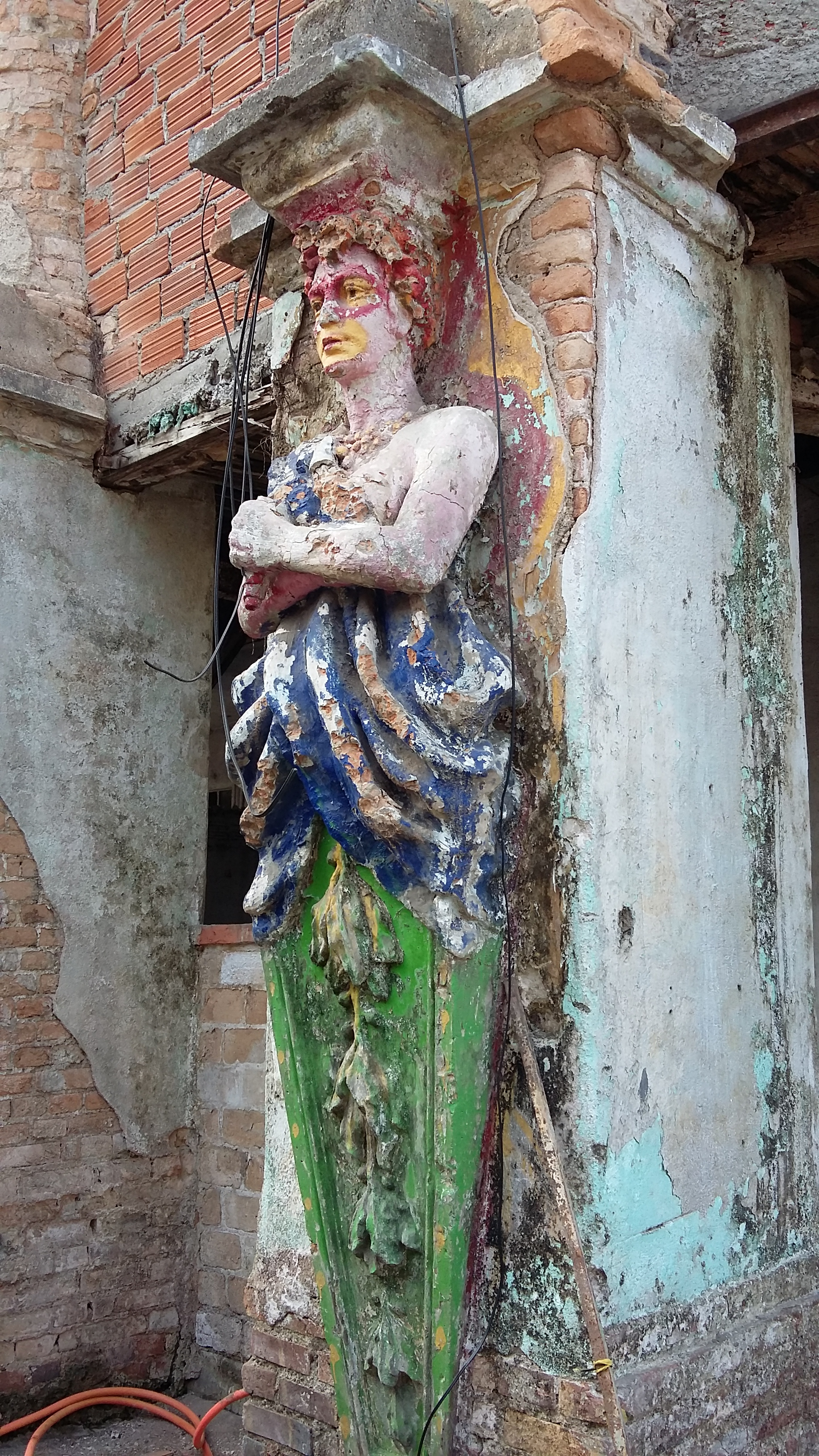
Vila Itororó - Coluna

Na época da construção, o Riacho Itororó passava por ali, daí o nome da vila. Mais tarde, foi canalizado. Dentro da vila, foi construída a primeira piscina privada de uso público em São Paulo, hoje desativada, tendo chegado a ficar cheia de lodo e servido como depósito para o maquinário enferrujado da antiga lavanderia do conjunto. A piscina, que tirava água do Itororó, ainda funcionava nos anos 1980, como parte do clube Eden Liberdade, tendo sido erguida uma parede de tijolos a seu lado, supostamente para dar maior privacidade aos banhistas.
O local, no início considerado "fino", foi invadido na década de 1940. Aos poucos, transformou-se em cortiço e, já nos anos 1970, estava em processo de degradação. Castro teve seu patrimônio tomado por credores, que doaram a vila ao Hospital Beneficente Augusto de Oliveira Camargo (HAOC) por volta de 1950, após sua morte. Em 1978, o Sesc planejava comprar o conjunto de casas para transformá-lo em um "centro de convivência cultural", com teatro, biblioteca e cinema abertos ao público. O processo de compra, entretanto, não foi para a frente, e o processo de degradação continuou, apesar de um projeto de restauração solicitado pela prefeitura a um grupo de arquitetos em 1976. A piscina, por exemplo, funcionou até os anos 1980, como parte do Clube Eden Liberdade. "Este é um caso de destruição por abandono", disse o arquiteto Benedito Lima de Toledo ao Jornal da Tarde em 1984. A degradação acentuou-se em 1997, quando a Fundação Leonor de Barros Camargo, mantenedora do HAOC, desistiu de cobrar aluguel dos imóveis que compõem a vila.

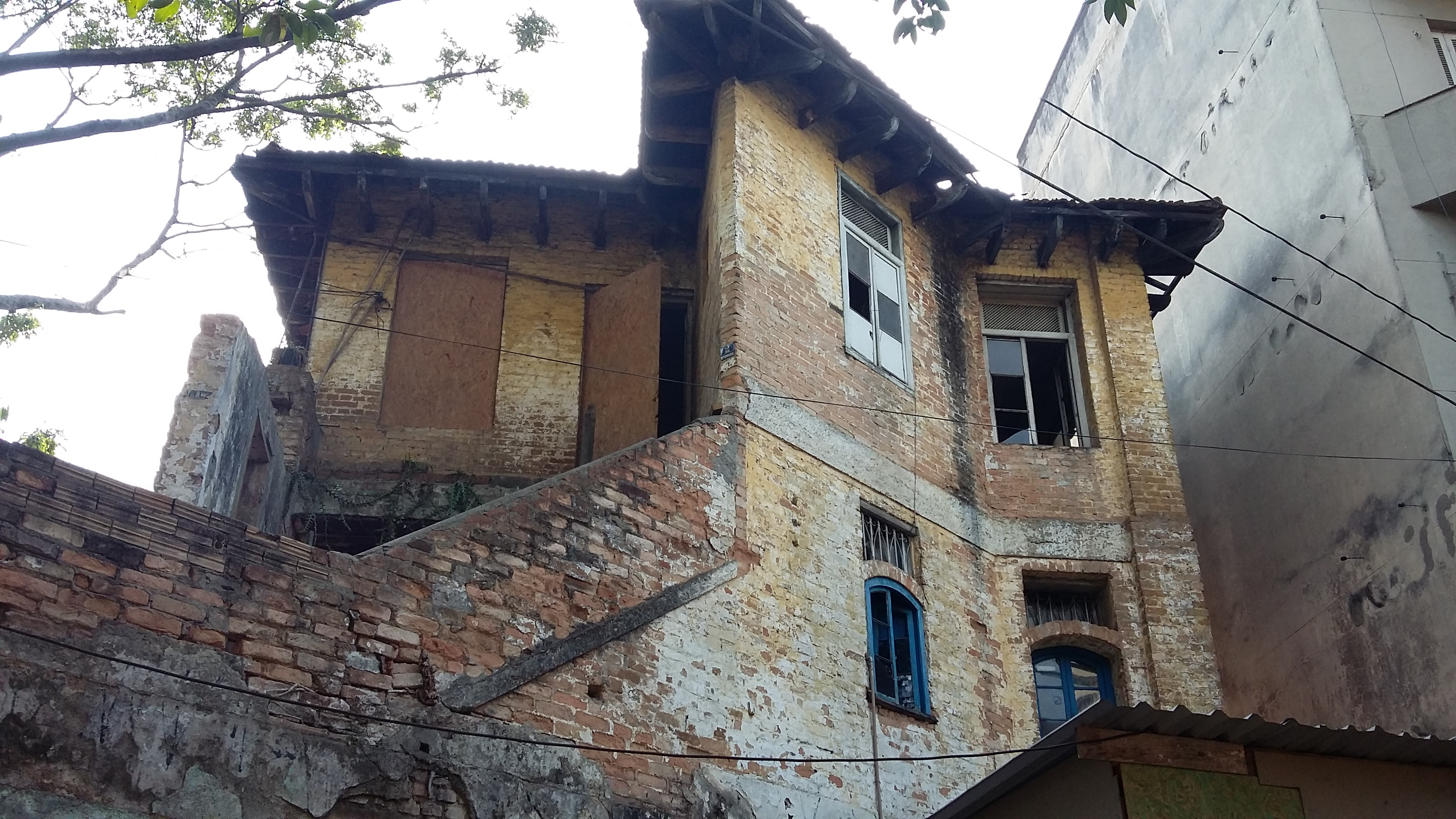
Vila Itororó - Casa ao Fundo

A área foi declarada de utilidade pública pela prefeitura em 2006. Em agosto de 2009, a Justiça paulista decidiu que a Secretaria de Estado da Cultura deveria tomar posse do terreno. O governo estadual pagou à fundação oito milhões de reais pelo imóvel. A previsão era de que os moradores desocupassem o local até dezembro de 2010, mudando-se para um prédio da CDHU no mesmo bairro. "Desta vez não tem jeito", afirmou um morador do local ao Jornal da Tarde em junho de 2010. "Ou pegamos o apartamento ou vamos ficar sem nada." A presidente da Associação de Moradores e Amigos da Vila também reclamou ao JT na mesma reportagem: "O ideal seria continuarmos aqui no espaço restaurado. Como você vai revitalizar um lugar expulsando parte de sua história?" Em setembro de 2011, 86 famílias foram retiradas, completando-se a desocupação com a saída das outras 18 famílias em outubro. As primeiras 86 foram transferidas para imóveis da CDHU próximos ao local, enquanto as demais deveriam receber aluguel social até terem definida sua transferência definitiva.
Tal qual em 1978, o projeto previa transformar a vila em um polo cultural, com cinema e biblioteca, desta feita administrado pela prefeitura, e tinha previsão de início de obras para 2011, mas o registro das construções só começou a ser feito em 20 de dezembro, com a demolição dos "puxadinhos" prevista para ser iniciada na semana seguinte. No dia 15, teriam saído as últimas pessoas que habitavam a vila, rumo a unidades da CDHU, mas, em setembro de 2012, ainda havia cinco famílias morando no local. A previsão de início das obras propriamente ditas passou para 2012, a um custo estimado inicialmente em cinquenta milhões de reais, mas que baixou para quarenta milhões de reais quando o projeto de restauração foi divulgado, em setembro de 2012. Além do polo cultural, previa-se um centro gastronômico.
Em abril de 2015, a vila foi aberta ao público, para que sua reforma fosse acompanhada por meio de visitas com monitores. A previsão então era de que a vila fosse reaberta parcialmente reformada em 2016 e totalmente em 2018. Enquanto a reforma estivesse ocorrendo, estavam previstos exposições, seminários, oficinas e outras atividades culturais, a ser realizadas em um galpão anexo, localizado na Rua Pedroso.